# Општина Димово
Општина Димово (буг. Община Димово) је општина на северозападу Бугарске и једна од једанаест општина Видинске области. Општински центар је град Димово. Према подацима пописа из 2021. године општина је имала 4.810 становника. Простире се на површини од 402,49 km².
Општина се на на североистоку граничи са Румунијом где природну границу чини река Дунав, на истоку са општином Лом и облашћу Монтана, на југоистоку са општином Ружинци, на југу са општином Чупрене, на југозападу са општином Белоградчик, а на северозападу са општином Макреш, Грамада и Видин.

## Насељена места
Општину чине 23 насељених места од којих једно има статус града, а осталих 22 статус села:
| - Арчар - Бела - Владиченци - Водњанци - Врбовчец - Гара Орешец - Димово - Далго Поље - Држаница - Извор - Карбинци - Кладоруб | - Костичовци - Лагошевци - Мали Дреновец - Медовница - Орешец - Острокапци - Септемвријци - Скомља - Шипот - Јањовец - Јарловица |